# Maselheim
Maselheim település Németországban, azon belül Baden-Württembergben. Lakosainak száma 4785 fő (2023. december 31.).

## Népesség
A település népessége az elmúlt években az alábbi módon változott:
| Lakosok száma | 2916 | 3323 | 3447 | 3716 | 3874 | 4393 | 4494 | 4568 | 4399 | 4785 |
|               | 1961 | 1967 | 1974 | 1980 | 1987 | 1993 | 2000 | 2006 | 2013 | 2023 |